# 新宿ピカデリー
新宿ピカデリー（しんじゅくピカデリー）は東京都新宿区新宿3丁目の靖国通り沿いにあるシネマコンプレックス。

## 歴史
- 1958年10月28日 - 新宿松竹会館開業
- 1962年 - 新宿松竹（邦画）・新宿ピカデリー（洋画系）の2スクリーンに改装。
- 1992年 - 4スクリーン体制になる。
- 1999年6月12日 - 全スクリーン名を新宿ピカデリーに統一。
- 2006年5月14日 - 新宿松竹会館閉鎖。改築工事に入る。
- 2008年7月19日 - シネマコンプレックス「新宿ピカデリー」（10スクリーン）として再開業。
- 2011年3月1日 - 映画館の運営が松竹マルチプレックスシアターズに移管される。
- 2018年7月19日 - 再開業から10周年を迎える。

## 新宿松竹会館 (1958 - 2006)

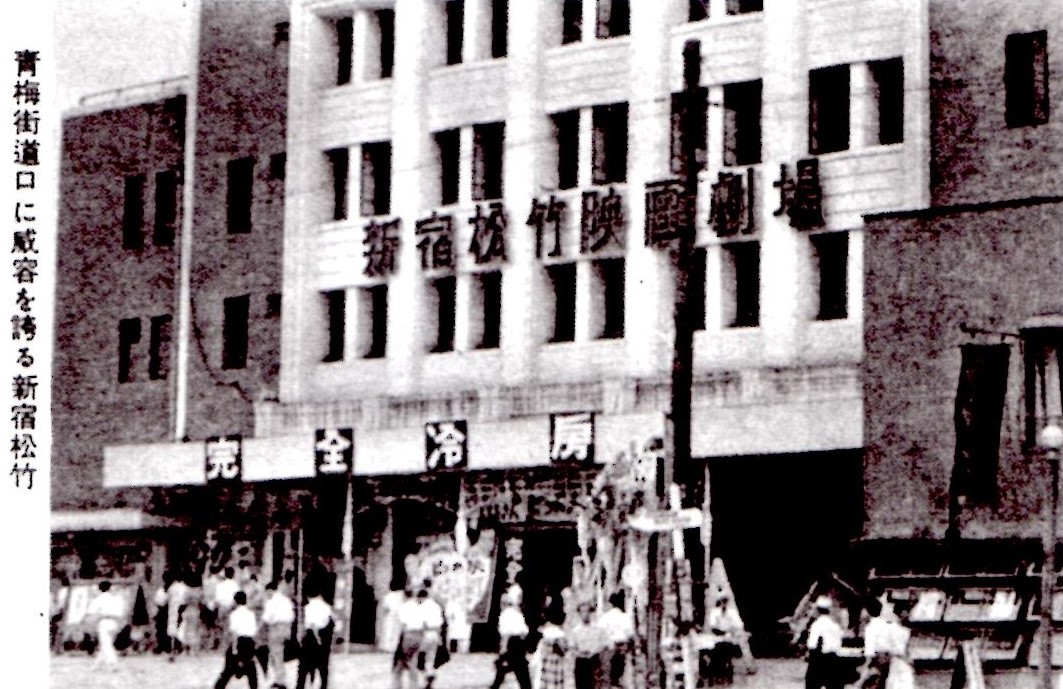
新宿松竹映画劇場時代
（『映画館のある風景 昭和30年代盛り場風土記・関東編』 キネマ旬報社、2010年）

初代「新宿ピカデリー」があった『新宿松竹会館』（しんじゅくしょうちくかいかん）は1958年10月28日に、「新宿松竹映画劇場」「新宿名画座」「新宿スター座」「新宿松竹文化演芸場」の4館で開業。1962年8月13日から9月28日にかけて大改修を行い、「新宿ピカデリー」「新宿松竹」（地下劇場）の2スクリーンになった。1987年7月、建物内にあった麻雀荘を改修して1館増やし、更に1992年8月に「新宿松竹」を2分割して計4つのスクリーンで構成され、常にヒット予想の高い洋画と邦画を多く上映していた。しかし建物の老朽化などを理由に2006年5月14日で閉館となった。

### スクリーン
| 館名        | 座席数（閉館時） | 概要 |
| ----------- | ---------------- | --- |
| ピカデリー1 | 820              | 丸の内ピカデリー1系 開館時の館名「新宿松竹映画劇場」 松竹映画の封切館として開館した。 1962年9月28日より「新宿ピカデリー」に改称。 1987年7月4日より「新宿ピカデリー1」に改称。 松竹東急チェーンの洋画の大作・話題作を中心に上映。                                                              |
| ピカデリー2 | 417              | 丸の内プラゼール（現・丸の内ピカデリー3）系 1962年9月28日「新宿松竹映画劇場」として新装開場。 1992年8月12日に場内を2分割して「新宿松竹映画劇場」を引き継ぐ。 長く松竹映画の封切館として親しまれた。 1999年6月12日「新宿ピカデリー2」に改称。                                                  |
| ピカデリー3 | 198              | 丸の内ピカデリー2系 1992年8月12日に「新宿ピカデリー2」として開場。 1999年6月12日「新宿ピカデリー3」に改称。 |
| ピカデリー4 | 44               | 1987年7月4日元雀荘だった場所を改修して「新宿ピカデリー2」が開場。 1992年8月12日「新宿ピカデリー3」に改称。 1999年6月12日「新宿ピカデリー4」に改称。 主にムーブ・オーバーした邦画・洋画を中心に上映。 規模の小ささからか、スクリーンの裏側から鏡を使って映写する特殊な方式で上映を行っていた。 |

## 新宿ピカデリー (2008 - )

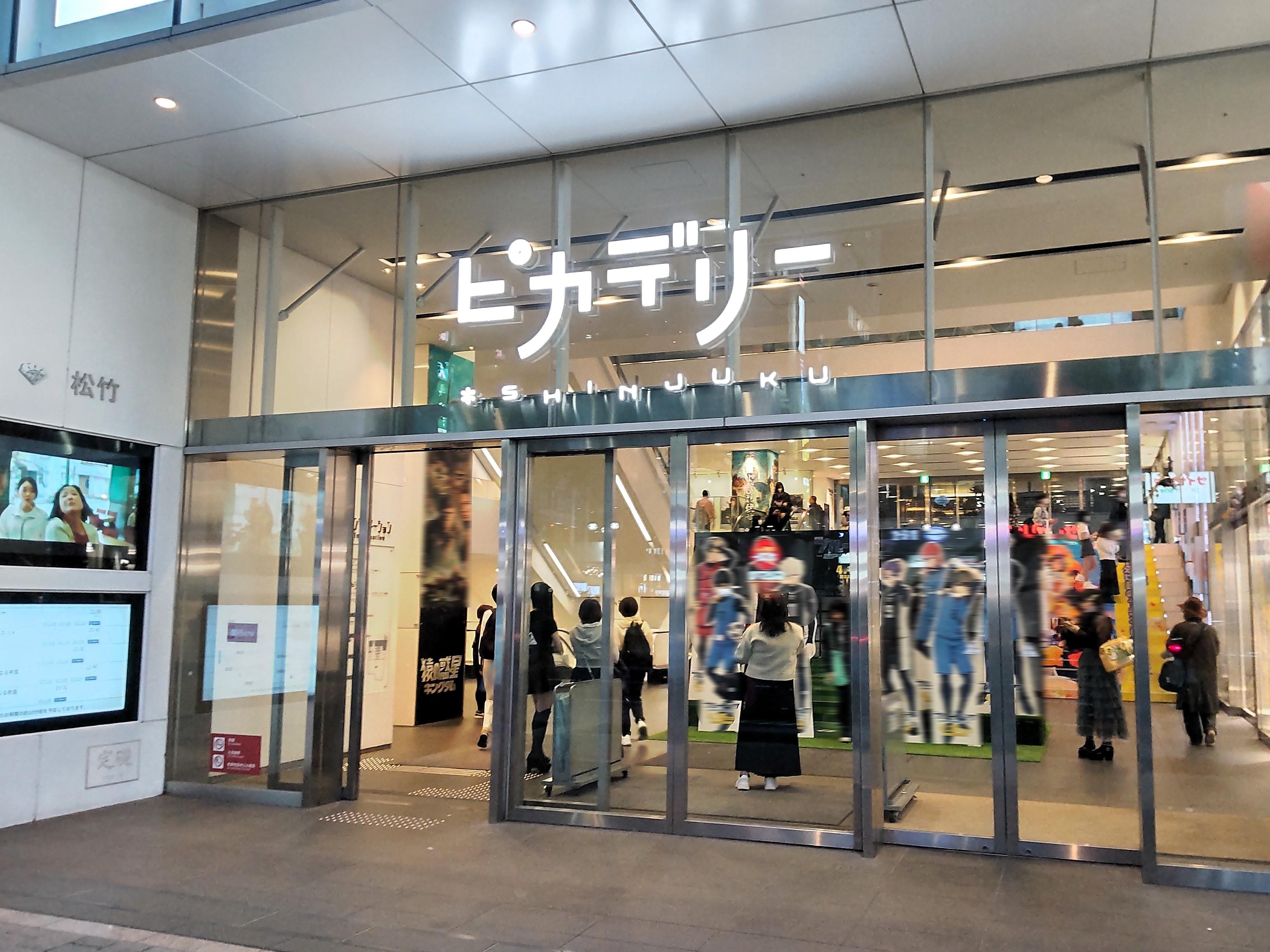
靖国通り側1階入口

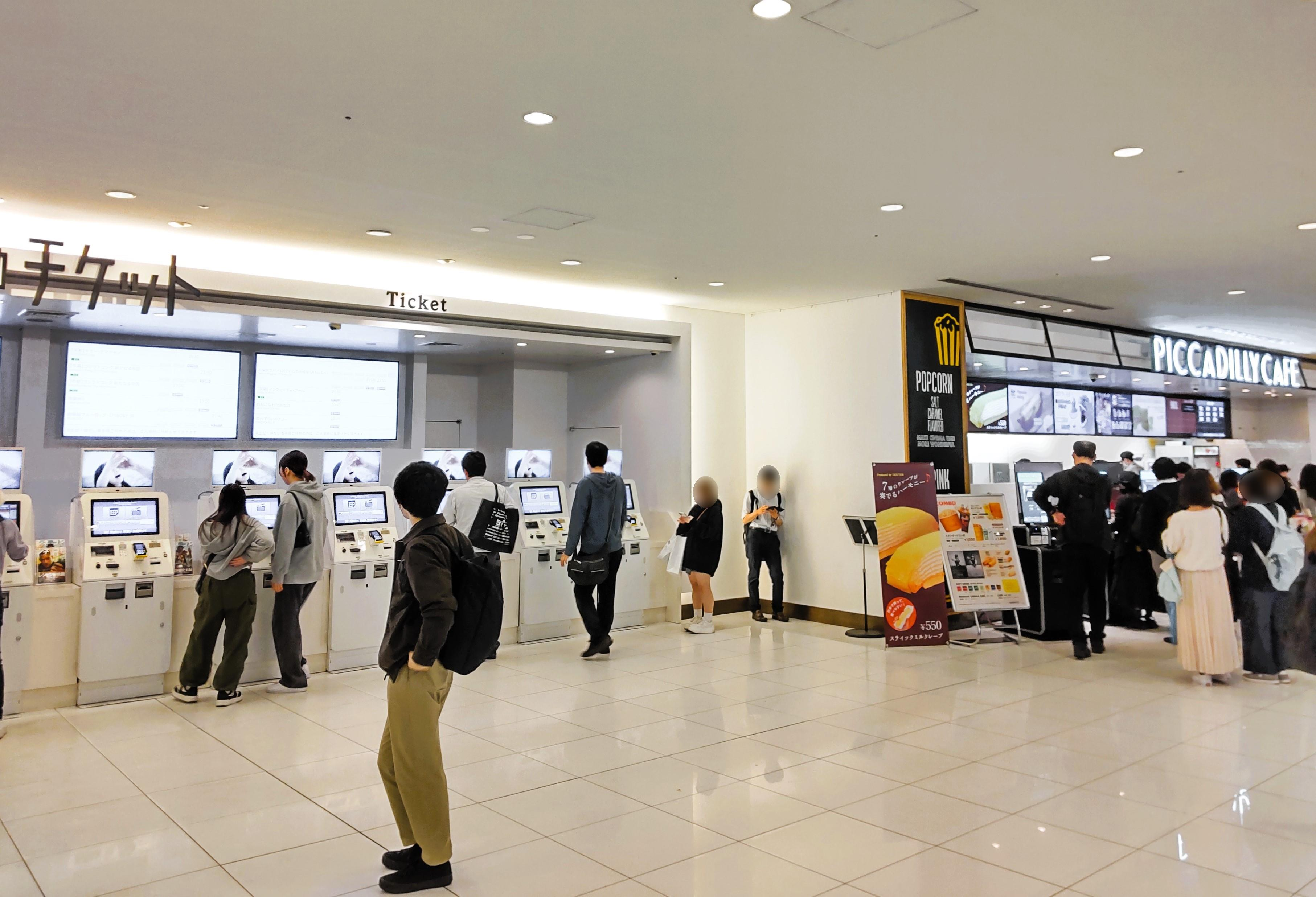
3階メインロビーの自動発券機・売店

再開発事業は松竹が行い、2008年7月14日の「カンフー・パンダ」のジャパンプレミアでこけら落としを行い、7月19日に正式にオープンした。設計は松田平田設計が手掛け、大成建設・西松建設・東急建設の3社が共同で施工した。地下2階地上12階建で、3階がメインロビー、4階から11階にかけて10のスクリーンが入っている。座席数は合計で2,235席（プラチナルーム、プラチナシートを含む）。
2011年3月1日、親会社の松竹は映画興行部門を「MOVIX」を運営する松竹マルチプレックスシアターズに継承したため、同社の経営・運営に切り替わった。当初は「MOVIX」ブランドでの出店も検討していた。
2013年8月20日、松竹は累計来場者数が、オープン5周年を迎えた2日後の2013年7月21日（日）に1,000 万人を突破したことを発表。同社によるとこれはシネコン史上最速での達成とのこと。
主に丸の内ピカデリー系列の作品を主体に上映するが、東宝系の作品、東映系の作品、ドリームワークス系のアニメ作品、ワーナーブラザース系の作品、アスミック・エース系の作品も上映される。丸の内ピカデリーが基本的に実写映画主体の上映に対して、当劇場はアニメ映画の公開の比重も少なくないことも特徴の一つである。公開初日舞台挨拶の場所になることも少なくなく、チェーンマスターになる作品も、年にいくつかのペースで存在する。これは、銀座方面のメイン館の一つである東劇がシネマ歌舞伎を独占上映していること等も関係している。また、いわゆる期間限定上映（イベント上映、特別興行上映）の主会場となることも少なくない。
下記に、チェーンマスターとして上映された主な作品を挙げるが、必ずしも全てを網羅している訳ではないことに留意されたい。

### チェーンマスターとして上映された主な作品
☆印は、丸の内ピカデリーでも上映された作品。※印は、いわゆる特別興行作品（あるいは期間限定上映作品）。
- 映画けいおん!（2011年）
- ハンナ（2011年）
- おかえり、はやぶさ（2012年）☆
- LOVE まさお君が行く!（2012年）
- るろうに剣心（2012年）☆
- 藁の楯（2013年）☆
- ひまわりと子犬の7日間（2013年）
- 舟を編む（2013年）☆
- クロユリ団地（2013年）☆
- 100回泣くこと（2013年）
- くじけないで（2013年）☆
- 黒執事（2014年）
- 小さいおうち（2014年）☆
- 好きっていいなよ。（2014年）
- ホットロード（2014年）☆
- くちびるに歌を（2015年）
- ソロモンの偽証 前篇・事件／後篇・裁判（2015年）☆
- 劇場版 境界の彼方 -I'LL BE HERE- 過去編／未来編（2015年）
- たまゆら〜卒業写真〜 第1部 芽 -きざし-／第2部　響　-ひびき-／第3部 憧　-あこがれ-（2015年）※
- ラブライブ!The School Idol Movie（2015年）
- ストレイヤーズ・クロニクル（2015年）
- 日本のいちばん長い日（2015年）☆
- ヒロイン失格（2015年）
- ARIA The AVVENIRE（2015年）※
- グラスホッパー（2015年）☆
- ハイ☆スピード! -Free! Starting Days-（2015年）
- RWBY Volume1（2015年）※
- ブラック・スキャンダル（2016年）
- あやしい彼女（2016年）
- オオカミ少女と黒王子（2016年）
- 映画 聲の形（2016年）
- 一週間フレンズ。（2017年）
- 劇場版 黒子のバスケ LAST GAME（2017年）
- PとJK（2017年）
- 22年目の告白 -私が殺人犯です-（2017年）
- 先生!、、、好きになってもいいですか?（2017年）
- 劇場版 はいからさんが通る 前編 〜紅緒、花の17歳〜（2017年）
- ルイの9番目の人生（2018年）
- ガーディアンズ（2018年）
- ワンダーストラック（2018年）
- 女と男の観覧車（2018年）☆
- キスできる餃子（2018年）
- 劇場版 はいからさんが通る 後編 〜花の東京大ロマン〜（2018年）
- 機動戦士ガンダムNT（2018年）
- 春待つ僕ら（2018年）
- ラブライブ!サンシャイン!! The School Idol Movie Over the Rainbow（2019年）
- 4月の君、スピカ。（2019年）

### 特別席（プラチナ）
当館のメインスクリーンであるシアター1（定員580人、ブロックバスター系大作を主に上映）には映画館サービスのプレステージを追及したプラチナルーム2室とプラチナシート21席を設置している。一般座席後方のバルコニーが専用スペースとなっており、プラチナ専用エレベーターで5階ラウンジから入場する。なお、前売り券・割引券・優待券は利用できない。
プラチナシートはバルコニー中央に設置した特別席で、スクリーンが目線の高さに合うよう設計されている。前列に2人掛けペアシートが6、後列にシングルシート8（+車椅子用スペース1）があり、イタリア・Cassina ixc.（カッシーナ イクスシー）製のオットマン付き特注布張りシートを使用している。また、上映1時間前からウェルカムドリンク付きで専用ラウンジが利用できる（別料金で追加オーダー可能）。利用料金は鑑賞料込みで1人5千円である。
プラチナルームは野球場や演劇場のボックスシート・VIPルームに該当する設備で、プラチナシートの両脇に2つの個室がある。室内にはイタリアCassina（カッシーナ）製の2人掛け高級ソファ「マラルンガ」とオットマン、専用サラウンドスピーカーが置かれており、ホームシアターを凌ぐ環境で鑑賞できることを売りにしている。また、上映1時間前より専用リラクゼーションルーム（前室）が利用でき、ウェルカムドリンクとウェルカムスイーツが提供される（別料金で追加オーダー可能）。なお、3名以上や未就学児の利用はできない。利用料金は2名分の鑑賞料込みで3万円である。

### 各スクリーン概要
| スクリーン番号 | 座席数 （車椅子スペース） | スクリーンサイズ | 備考                                                                |
| -------------- | ------------------------- | ---------------- | ------------------------------------------------------------------- |
| 1              | 580席（2）                | 17.20m × 7.20m   | 4階に所在。サラウンドシステムにコンサートホール用スピーカーを完備。 |
| 1              | 25席（1）                 | 17.20m × 7.20m   | プラチナシート21(1)+プラチナルーム2×2。                             |
| 2              | 301席（2）                | 13.00m × 5.50m   | 7階に所在。4K上映対応。                                             |
| 3              | 287席（2）                | 12.80m × 5.30m   | 7階に所在。                                                         |
| 4              | 127席（2）                | 8.40m × 4.60m    | 9階に所在。                                                         |
| 5              | 157席（2）                | 9.00m × 4.80m    | 9階に所在。                                                         |
| 6              | 232席（2）                | 10.80m × 4.50m   | 9階に所在。                                                         |
| 7              | 127席（2）                | 7.90m × 3.30m    | 11階に所在。                                                        |
| 8              | 157席（2）                | 8.90m × 3.70m    | 11階に所在。                                                        |
| 9              | 127席（2）                | 8.00m × 3.30m    | 11階に所在。                                                        |
| 10             | 115席（2）                | 7.90m × 3.30m    | 11階に所在。                                                        |